# Lodewijk Albert Kesper
Lodewijk Albert Kesper (Gouda, 18 mei 1892 - 's-Gravenhage, 26 maart 1963) was een Nederlands ambtenaar en commissaris van de Koningin.

## Loopbaan
Kesper was griffier van de Tweede Kamer tussen de wereldoorlogen en na 1945 commissaris der Koningin in Zuid-Holland. Hij was als president-commissaris van de vennootschap Nationale Unie van 1945 vermoedelijk gerechtelijk vervolgd wegens bankbreuk als het kabinet-Drees II dat niet had voorkomen. Hij eindigde zijn loopbaan als adviseur van de regering van Libanon.
- Biografisch Portaal: 78697082
- International Standard Name Identifier: 0000 0003 9421 9742
- Nederlandse Thesaurus van Auteursnamen: 267177399
- Parlement.com: vg09llz5qkyw
- Virtual International Authority File: 288655574
- WorldCat: E39PBJbRpPbVt39CKpW6YkK8G3